# Paracladopelma rolli
Paracladopelma rolli är en tvåvingeart som först beskrevs av Chernovskij 1949.  Paracladopelma rolli ingår i släktet Paracladopelma och familjen fjädermyggor. Inga underarter finns listade i Catalogue of Life.